# Carlo Benetti
Carlo Benetti (Firenze, 4 luglio 1885 – Roma, 4 giugno 1949) è stato un attore e produttore cinematografico italiano.
Era sposato con Olga Benetti. La sua migliore interpretazione è stata nel film Feodora nel 1916, di Giuseppe De Liguoro. Nel 1915 ha lavorato con il regista italiano Gustavo Serena nel film Assunta Spina che ha interpretato la parte di Federico Funelli.

## Filmografia parziale
- Verso l'amore, regia di Ubaldo Pittei (1913)
- L'orrida meta, regia di Ubaldo Pittei (1913)
- La manno della scimmia, regia di Ubaldo Pittei (1913)
- Il club delle maschere nere, regia di Emilio Ghione (1913)
- Tramonto, regia di Baldassarre Negroni (1913)
- La parola che uccide, regia di Augusto Genina (1914)
- Per la sua pace, regia di Emilio Ghione (1915)
- Nelly la gigolette o la danzatrice della taverna nera, regia di Emilio Ghione (1915)
- L'ultimo dovere, regia di Emilio Ghione (1915)
- Amore di ladro, regia di Gustavo Serena (1915)
- In cerca di un marito per mia moglie, regia di Camillo De Riso (1915)
- Il capestro degli Asburgo, regia di Gustavo Serena (1915)
- Ivonne, la bella danzatrice, regia di Gustavo Serena (1915)
- L'onorevole Campodarsego, regia di Camillo De Riso (1915)
- Assunta Spina, regia di Gustavo Serena (1915)
- Otto milioni di dollari, regia di Gustavo Serena (1915)
- La signora delle camelie, regia di Gustavo Serena (1915)
- A San Francisco, regia di Gustavo Serena (1915)
- Diana, l'affascinatrice, regia di Gustavo Serena (1915)
- La perla del cinema, regia di Giuseppe De Liguoro (1916)
- Odette, regia di Giuseppe De Liguoro (1916)
- Choc nervoso, regia di Camillo De Riso (1915)
- Il destino, regia di Gustavo Serena (1916)
- Lacrymae rerum, regia di Giuseppe De Liguoro (1916)
- Fedora, regia di Giuseppe De Liguoro e Gustavo Serena (1916)
- Baby l'indiavolata, regia di Giuseppe De Liguoro (1916)
- Lagrime, regia di Emilio Ghione (1917)
- Crispino e la comare, regia di Camillo De Riso (1918)
- L'ultima recita di Anna Parnell, regia di Gustavo Serena (1919)
- Sinfonia del mare, regia di Gian Orlando Vassallo (1919)
- Noemi, regia di Gian Orlando Vassallo (1919)
- Oscure vicende, regia di Gustavo Serena (1919)
- La casa di vetro, regia di Gennaro Righelli (1920)
- La dama e il mistero, regia di Amleto Palermi (1921)
- Il silenzio, regia di Luciano Doria (1921)
- Il richiamo, regia di Gennaro Righelli (1921)
- Il viaggio, regia di Gennaro Righelli (1921)
- Sublime rinuncia, regia di Mario Corte (1921)
- Il ladro, regia di Luciano Doria (1922)
- La grande passione, regia di Mario Almirante (1922)
- Cainà, regia di Gennaro Righelli (1922)
- L'inafferrabile, regia di Mario Almirante (1922)
- La baraonda, regia di Gian Orlando Vassallo (1923)
- Il pane altrui, regia di Telemaco Ruggeri (1924)
- La vergine del faro, regia di Telemaco Ruggeri (1924)
- Il cammino delle stelle, regia di Guglielmo Zorzi (1924)
- Fra' Diavolo, regia di Mario Gargiulo e Roberto Roberti (1925)
- La bocca chiusa, regia di Guglielmo Zorzi (1925)
- Bufera, regia di Wladimiro De Liguoro (1926)
- Kif Tebbi, regia di Mario Camerini (1928)
- La vena d'oro, regia di Guglielmo Zorzi (1929)
- La locandiera, regia di Telemaco Ruggeri (1929)
- L'avvocato difensore, regia di Gero Zambuto (1934)

### Produttore
- Per uomini soli, regia di Guido Brignone (1938)
- L'albergo degli assenti, regia di Raffaello Matarazzo (1939)
- Eravamo 7 sorelle, regia di Nunzio Malasomma (1939)
- Il carnevale di Venezia, regia di Giuseppe Adami e Giacomo Gentilomo (1939)
- La granduchessa si diverte, regia di Giacomo Gentilomo (1940)
- Marco Visconti, regia di Mario Bonnard (1941)
- Rossini, regia di Mario Bonnard (1942)
- Cortocircuito, regia di Giacomo Gentilomo (1943)
- I trecento della Settima, regia di Mario Baffico (1943)
- O sole mio, regia di Giacomo Gentilomo (1945)